# Saxifrage d'Auvergne
Saxifraga bryoides
Espèce
La Saxifrage d'Auvergne (Saxifraga bryoides) est une espèce de plante herbacée vivace de la famille des Saxifragacées.